# Lilium superbum
Espèce
Lilium superbum, le lis superbe, est une espèce de lis native de l'est et du centre de l'Amérique du Nord.  
La plante peut atteindre 2,5 mètres de haut et porter jusqu'à 40 fleurs par tige. Les fleurs peuvent être jaunes ou orange avec des taches bordeaux ou marron.

## Synonymie
- Lilium fortunofulgidum Roane & J.N. Henry
- Lilium gazarubrum Roane & J.N. Henry
- Lilium mary-henryae Roane & J.N. Henry
- Lilium canadense ssp. superbum (L.) B. Boivin & Cody
- Lilium canadense ssp. superbum (L.) Baker